# Nathan Goff Junior
Nathan Goff Junior (Waldomore, 9 febbraio 1843 – Clarksburg, 24 aprile 1920) è stato un politico statunitense.

## Biografia
Fu il ventottesimo segretario della marina statunitense durante la presidenza di Rutherford Hayes (19º presidente). Nato nella regione del Clarksburg nella contea di Harrison, Virginia Occidentale, i suoi studi lo portarono prima all'Accademia Northwestern a Clarksburg e poi all'università di Georgetown.
Fu membro della Camera dei Rappresentanti e del Senato degli Stati Uniti in rappresentanza della Virginia Occidentale. Suo figlio Guy D. Goff fu senatore per lo stesso stato, mentre sua nipote Louise Goff Reece fu deputata per lo stato del Tennessee.
Alla sua morte il corpo venne seppellito all'Odd Fellows Cemetery.

## Riconoscimenti
Il cacciatorpediniere USS Goff (DD-247) è stato chiamato in tal modo in suo onore.